# Macrocnemum jamaicense
Macrocnemum jamaicense är en måreväxtart som beskrevs av Carl von Linné. Macrocnemum jamaicense ingår i släktet Macrocnemum och familjen måreväxter. IUCN kategoriserar arten globalt som nära hotad.
Artens utbredningsområde är Jamaica. Inga underarter finns listade i Catalogue of Life.